# Milan Levar
Milan Levar (Gospić, oko 1954. - Gospić, 28. kolovoza 2000.) bio je časnik Hrvatske vojske, po zanimanju automehaničar.
Pomogao je u obrani grada Gospića u Domovinskom ratu 1991. kada su se Srbi pobunili protiv proglašenja neovisnosti Hrvatske i, kako se isticalo, gubitka konstitutivnosti u Ustavu. Sredinom 1990-ih s dvojicom svojih suboraca dobrovoljno je svjedočio pred Haaškim sudom o ubojstvima građana srpske nacionalnosti koje su počinile hrvatske vojne i paravojne formacije u jesen 1991. godine. Levar, kojemu je zbog svjedočenja prijećeno smrću, ubijen je podmetnutom bombom u Gospiću 28. kolovoza 2000., a počinitelji nikada nisu bili procesuirani.